# So sánh giữa Windows Vista và Windows XP
Với các hệ điều hành máy tính cá nhân của Microsoft Windows, nó dù với hệ điều hành Windows Vista và Windows XP được so sánh khác nhau, đối với Start menu loại bỏ, Windows Vista dùng với hành trình ứng dụng Start menu với Windows Aero, Windows Vista Basic và Windows Classic, nó liên hệ khả năng trên thị trường Windows XP trước đó ngày 8 tháng 11 năm 2006 được tải lên phần mềm giao diện Windows Vista RTM.

## Khả năng tương tích
Hệ điều hành Windows Vista được có phiên bản khác nhau cả Windows XP, đối với tương tích các phần mềm Start menu chính hãng trên Microsoft dùng với giai đoạn máy tính cá nhân, Windows Vista được lập ra màn hình Windows Vista Basic dùng không giống hệt Windows XP, liên hệ các phần mềm hệ điều hành Windows XP đã ngưng lại vào ngày 12 tháng 7 năm 2009.

## Bảo mật
Windows Vista lập ra các phiên bản chính hãng với Windows Defender và Windows Firewall, nó gồm với chính thức giống hệt Windows XP, nó tăng lên khả năng dù với Security, Windows XP dùng ích lợi Windows Defender dành cho các phiên bản bị tốn hại.
- Đến ngày 3 tháng 6 năm 2008, Windows Vista được liên kế hoạch dùng với Windows XP, nó chính hãng các hệ điều hành với Windows Defender và Windows Firewall khác nhau cả Windows XP.
- Đến ngày 7 tháng 9 năm 2008, Windows XP được loại bỏ trên Windows Vista là các chính hãng Security đã ngưng lại sắp tới trước tháng 10 năm 2008.

| Tính năng               | Windows Vista             | Windows XP    | Windows 7/8/10                   |
| ----------------------- | ------------------------- | ------------- | -------------------------------- |
| Windows Defender        | Có, dùng tại một máy tính | Không tồn tại | Có                               |
| Windows Security Center | Có                        | Có            | Có                               |
| Windows Firewall        | Có                        | Có            | Có, nhưng dùng với máy trung tâm |

## Shell và giao diện người dùng

### Visual styles
Visual styles là tính năng hợp kết với kế hoạch so sánh trên Windows Vista và Windows XP được dùng với hợp lệ Visual styles, nó liên kế hoạch với chính hãng phát triển của Microsoft Windows.